# Lijst van burgemeesters van Strijen
Dit is een lijst van burgemeesters van de voormalige Nederlandse gemeente Strijen in de provincie Zuid-Holland tot de opheffing van de gemeente op 1 januari 2019 in verband met een fusie die leidde tot de instelling van de gemeente Hoeksche Waard.
| Ambtsperiode | Naam burgemeester                         | Partij of stroming | Bijzonderheden            |
| ------------ | ----------------------------------------- | ------------------ | ------------------------- |
| 18?? - 1830  | Johannis Adrianus Stoop, heer van Strijen |                    |                           |
| 1830 - 1850  | Jacobus Mattheus Stoop (ca.1801-1874)     |                    | broer van zijn voorganger |
| 1850 - 1857  | H.R. Vogelsang                            |                    |                           |
| 1857 - 1862  | J.J. Delruël                              |                    |                           |
| 1863 - 1866  | A. de Rooy                                |                    |                           |
| 1866 - 1870  | C.F.H. Engelen                            |                    |                           |
| 1870 - 1874  | Johannes Noltenius van Elsbroek           |                    |                           |
| 1874 - 1875  | J.B. Nederveen                            |                    |                           |
| 1875 - 1878  | Johan Diederik Aegidius van Blommestein   |                    |                           |
| 1878 - 1880  | E.D. de Meester                           |                    |                           |
| 1881 - 1914  | L.J. baron van Heilmann van Stoutenburg   |                    |                           |
| 1914 - 1938  | C.J.J. Fokker                             |                    |                           |
| 1938 - 1965  | Theodoor Albert Willem Bolman             | liberaal           |                           |
| 1965 - 1985  | A.A. ten Oever                            | VVD                |                           |
| 1985 - 1993  | Steven (S.W.) van Schaijck                | VVD                |                           |
| 1994 - 1998  | Nanny (M.) Peereboom                      | PvdA               |                           |
| 1999         | Ad (A.D.) van den Bergh                   | CDA                | waarnemend                |
| 1999 - 2002  | Jaap (E.J.) Gelok                         | PvdA               |                           |
| 2002 - 2006  | Ton (A.) Oster                            | VVD                | waarnemend                |
| 2006 - 2011  | Jac (J.P.M.) Klijs                        | CDA                |                           |
| 2011 - 2012  | Huub (H.A.) van der Meer                  | CDA                | waarnemend                |
| 2012 - 2016  | Aart-Jan (A.J.) Moerkerke                 | VVD                |                           |
| 2016 - 2018  | Jan (J.B.) Waaijer                        | CDA                | waarnemend                |